# بکتاش آبتین
مهدی کاظمی (۲۵ آذر ۱۳۵۳ – ۱۸ دی ۱۴۰۰) معروف به بکتاش آبتین، شاعر، کارگردان فیلم و زندانی سیاسی اهل ایران بود. او که در ابتدا با نام شناسنامه‌ای‌اش غزل‌هایی پیشرو می‌گفت، نام خود را به بکتاش آبتین تغییر داد و به شعر آزاد روی آورد. وی در ادامهٔ همین مسیر توانست با مجموعهٔ چهارم شعری خود، پتک، جایزهٔ شعر خبرنگاران را کسب کند. آبتین این مسیر را در دههٔ ۱۳۹۰ با چاپ مجموعهٔ در میمون خودم پدربزرگم ادامه داد؛ اما با بروز مشکلاتی همچون دستگیری، زندان و بیماری نتوانست در زمان حیاتش مجموعهٔ دیگری را به چاپ برساند و پس از درگذشتش فقط مجموعهٔ تنهایی دسته‌جمعی از او در پاریس به چاپ رسید.
آبتین از میانهٔ دههٔ ۱۳۸۰، کار فیلم‌سازی مستند را به‌طور جدی آغاز کرد و تا هنگام مرگ، ۱۹ فیلم مستند ساخت که از مطرح‌ترین آن‌ها می‌توان به پارک مارک و مُری زن می‌خواد اشاره کرد. او با فیلم ۱۳ اکتبر ۱۹۳۷ بر اساس زندگی لوریس چکناواریان توانست جایزهٔ بهترین فیلم بلند پُرتره از ششمین جشنواره سینما حقیقت را به‌دست‌آورد. آخرین ساختهٔ او، موریانه‌ای با دندان‌های شیری — که یک اثر سلف‌پرتره بود — موفق به کسب دیپلم افتخار از دوازدهمین جشن مستقل سینمای مستند شد.
فعالیت‌های سیاسی آبتین با حضور یافتن و مجروح شدنش در اعتراضات سال ۱۳۸۸ آغاز شد. او از سال ۱۳۸۹ به عضویت کانون نویسندگان ایران درآمد و در سال‌های مختلف، مسئولیت‌هایی همچون: منشی کانون، عضویت در هیئت دبیران و نیز بازرس کانون را به عهده گرفت. وی پس از چند بار بازداشت و حضور در دادگاه، سرانجام در سال ۱۳۹۸ با سه اتهام «تبلیغ علیه نظام»، «اجتماع و تبانی به قصد اقدام علیه امنیت ملی» و «تشویق بانوان کشور به فساد و فحشا» در شعبه ۲۸ دادگاه انقلاب محاکمه و به شش سال زندان تعزیری محکوم شد.
آبتین که از مهر ۱۳۹۹ در زندان به سر می‌برد، چند بار با بیماری‌های مختلفی روبه‌رو شد. او در آذر ۱۴۰۰ برای دومین بار به کرونا مبتلا شد؛ اما مسئولان زندان از فرستادنش به بیمارستان خودداری کردند؛ درنهایت پس از وخیم‌تر شدن حال جسمی‌اش به بیمارستان منتقل شده و در آنجا با پابند و زنجیر به تخت، بسته شد. وی در ۱۱ دی به کما رفت و یک هفته بعد درگذشت. اداره کل زندان‌ها و دادستانی تهران هرگونه اهمال در رسیدگی به وضعیت آبتین را رد کردند؛ اما این مرگ، واکنش‌های بسیاری را در رسانه‌ها به‌همراه داشت، به طوری که برخی آن را قتل یا کشته‌شدن نامیدند و مسئولیت مرگ آبتین را بر عهدهٔ حکومت و مسئولانش دانستند. پس از مرگ آبتین، تجمع‌های گوناگونی در ایران و کشورهای دیگر برای یادبودش برگزار شد که با دخالت پلیس و نهادهای امنیتی همراه شد. محمد رسول‌اف فیلمی با نام جنایت عمدی براساس آخرین روزهای زندگی آبتین ساخت که در بهمن ۱۴۰۰ به نمایش درآمد.

## زندگی شخصی

### کودکی و نوجوانی
بکتاش آبتین با نام شناسنامه‌ای مهدی کاظمی در ۲۵ آذر ۱۳۵۳ در شهر ری در خانواده‌ای مذهبی از طبقهٔ متوسط جامعه متولد شد. پدر او اسدالله کاظمی از جانبازان شیمیایی جنگ ایران و عراق بود که در ۳ فروردین ۱۴۰۱ بر اثر بیماری سرطان درگذشت. او همچنین برادر کوچک‌تری به نام آرمان داشت.
آبتین در کودکی و نوجوانی به‌صورت حرفه‌ای ورزش می‌کرد و در رشته‌هایی همچون کشتی، جودو و شنا به مدال قهرمانی، دست یافته بود. سپس رشته ورزشی خود را به پینگ پونگ تغییر داد و سال‌ها عضو تیم ملی نوجوانان و جوانان بود؛ اما آشنایی او در دوران سربازی با دوستی که به شعر شاملو (شعر سپید) علاقه داشت، مسیر او را به سمت شعر و هنر کشاند.
آبتین به‌دلیل مذهبی بودن خانواده‌اش و نیز کشته شدن دایی‌اش در جنگ ایران و عراق در سال ۱۳۶۲، در کودکی عقایدی مذهبی داشت و حتی عضو بسیج بود. او حتی در ۱۴–۱۳ سالگی تلاش کرده بود که با دست بردن در شناسنامه راهی جبهه شود. آبتین که با اصرار پدر، مکبّر مسجد بود، پس از رسیدن به نوجوانی، کم‌کم شروع به اعتراض کرد و گاهی در میان نماز، مکبّری را رها می‌کرد و گاهی گلابدان مسجد را از جوهر پر می‌کرد. این اعتراض‌ها پس از رفتن او به سربازی و آشنایی‌اش با شعر و جهان هنر، جهت‌دهی‌ای اجتماعی پیدا کرد و حتی در سربازی به درگیری او با فرماندهان و تبعیدش به سردشت منجر شد.

### ازدواج
همسرِ آبتین، مریم یاوری، بازیگر و فیلم‌ساز است و در بیشترِ کارهای سینماییِ آبتین در دههٔ ۱۳۹۰ تهیه‌کننده بوده است. آشنایی آن‌ها به سالِ ۱۳۸۸ و آغاز ارتباطشان به یک احوال‌پرسی تلفنی پس از شکستنِ جمجمه بکتاش در اعتراضاتِ آن سال برمی‌گشت. آن‌ها چهار سال با یکدیگر دوست بودند؛ سپس مدّتی در یک خانه زندگی کردند؛ و، درنهایت، به گفتهٔ یاوری، به خاطرِ فشارهای اجتماعی، مجبور شدند که در تیرِ ۱۳۹۲ ازدواجِ رسمی کنند.

## فعالیت‌های هنری

### فعالیت‌های ادبی

جلد کتاب پتک

او از نوجوانی و به‌صورت حرفه‌ای از اوایل دهه ۱۳۷۰ در زمینه ادبیات به فعالیت مشغول بود. در ابتدا غزل می‌گفت و با نام «مهدی کاظمی» در فضای غزل پیشرو در آن زمان مطرح شد. اولین مجموعه او در این قالب-که در سال ۱۳۷۸ به‌چاپ رسید- «و پای من که قلم شد نوشت برگردیم» نام داشت.
او در اوایل دهه هشتاد، نام خود را از مهدی کاظمی به بکتاش آبتین تغییر داد و در سال ۱۳۸۱ دومین کتاب و اولین مجموعه اشعار آزاد خود به نام «مژه‌ها چشم‌هایم را بخیه کرده‌اند» را به‌چاپ رساند که تجربه‌هایی نزدیک به جریان «شعر گفتار» بود. سومین مجموعه شعری او-که در سال ۱۳۸۴ به‌چاپ رسید- «شناسنامه خلوت» نام داشت که از لحاظ فرم، بیشتر به قالب‌هایی نظیر هایکو و تانکا شبیه بود و از نظر محتوا به مسائل انسانی با تکیه بر مقوله زن و دغدغه‌های اجتماعی می‌پرداخت. آبتین در سال ۱۳۹۰ مجموعه پتک را با نشر چشمه به‌چاپ رساند و این مجموعه توانست برندهٔ جایزه شعر خبرنگاران شود. او در سال ۱۳۹۲ مجموعهٔ «در میمون خودم پدربزرگم» را راهی بازار کرد که دارای مضمون‌هایی عاطفی و اجتماعی و آخرین اثر او قبل از مرگش بود. همسر بکتاش، مریم یاوری، آثار منتشرنشدهٔ او را پس از مرگش جمع‌آوری و با نام «تنهایی دسته‌جمعی» توسط «نشر ناکجا» در پاریس منتشر کرد. در این کتاب، بارکدی وجود دارد که می‌توان با اسکن آن‌ها شعر را با صدای خود شاعر شنید. برخی از اشعار متأخرتر این مجموعه، در زندان سروده شده است.
شیدا محمدی، شاعر، غزل‌های ابتدایی بکتاش را نشان‌گر تسلط او بر اوزان عروضی و شعر کلاسیک می‌داند. مظاهر شهامت، شاعر، نیز زبان امروزین و بسامد بالای به‌کارگیری صفت و موصوف‌های نامأنوس را از ویژگی‌های آثار آزاد او در مجموعهٔ مژه‌ها چشم‌هایم را بخیه کرده‌اند ذکر کرده است. شهرنوش پارسی‌پور، نویسنده و منتقد، این دو مجموعه را تحت‌تأثیر اشعار بیژن نجدی می‌داند و مواردی مانند جان‌بخشی به اشیا و توجه به عرفان ذن را شاهدی بر این استقبال ذکر می‌کند؛ هرچند آن را تقلید نمی‌داند.
منتقدانی نظیر هرمز شریفی، مجموعهٔ پتک را نقطهٔ حرکت بکتاش به سمت شعر تصویرگرا می‌دانند. علی‌رضا بهنام، شاعر و مترجم، این مجموعه را هرچند متعلق به جریان ساده‌نویسی می‌داند؛ اما اعتقاد دارد که اجرای قوی، تسلط بر زبان، تن‌زدن از تشکیل یک تصویر مرکزی و پیشبرد هم‌زمان چند تصویر (با وجود محافظه‌کاری شاعر در حوزهٔ زبان) از افتادن او در ورطهٔ ساده‌انگاری جلوگیری کرده و به موفقیت این مجموعه منجر شده است. مجموعهٔ در میمون خودم پدربزرگم نیز در فضای جریان «ساده‌نویسی» است. دوری شاعر از ترفندهای زبانی و نزدیکی او به زبان روزمره در این مجموعه همراه با طنزی شاعرانه بوده است؛ هرچند این طنز در آثار اجتماعی-سیاسی او موفق‌تر است و گاهی متن شوخ و شنگ بکتاش به عقب‌نشینی شعر و شاعرانگی منجر شده است. مطرح‌ترین اثر این مجموعه، شعر بلندی به‌نام «فرشته خانم» و از زبان یک زن تن‌فروش است و در آن از ریتمی تند و عصبی و قافیه‌های درونی بسیار استفاده شده است که به قول حافظ موسوی، شاعر و منتقد، چکش‌وار بر سر خواننده یا شنونده فرود می‌آمد. علی‌رضا بهنام، معتقد است که «زبان این شعر از حالت اقتدارگرایی-که در شعر مردانه است-فاصله می‌گیرد و با شکستن کلمات و ایجاد تداعی‌های مختلف و گشتن به دُور موضوع به‌جای بیان مستقیم، لحن و حال و هوای زنانه را در شعرش ایجاد کرده است»؛ هرچند شوکا حسینی، شاعر و منتقد، اعتقاد دارد که اگرچه این شعر از آثار مهم فمینیستی معاصر است، این نقد بر آن وارد است که «در سطر پایانی آن، کارکرد ساخته‌شده نظام‌های عرفی، اجتماعی و دینی از زن را تعریف کرده است و می‌گوید زن باید پارسا، پاک‌دامن و فرشته باشد!» رضا عابد، منتقد، این شعر را دارای بینامتنیت با نمایش‌نامه «زن خوب ایالت سچوان» برشت می‌داند و آن را «خلق اثری تازه بر ویرانه اثر برشت» برمی‌شمرد.
در سال‌های میانی دههٔ هشتاد، نواری صوتی از «بکتاش آبتین» به‌نام «افیون» با آهنگ‌سازی «هومن گنجور» و تنظیم «ایرج همدمی» منتشر شد. سپس او سی‌دیِ بدون مجوزی شامل شعرخوانی‌هایش را با نام «موریانه‌ای با دندان‌های شیری» راهی بازار کرد. وی در مصاحبه‌هایش از چاپ مجموعه‌ای به‌نام «تظاهرات یک‌نفره»، شامل ۱۵ شعر بلند اجتماعی-سیاسی و نیز یک سی‌دی شامل دکلمهٔ ۲۵ شعر عاشقانه با صدای خودش و آهنگ‌سازی و تنظیم «مسعود اقبالی» خبر داده بود. او همچنین در زندان در حال نوشتن کتابی دربارهٔ معماری سنتی ایران بود که با مرگ ناگهانی‌اش این اثر، هرگز به‌پایان نرسید.

### فعالیت‌های سینمایی

#### آثار اولیه
آبتین ورود به عرصه سینما را در اوایل دهه ۱۳۸۰ و با بازیگری آغاز کرد. مریم یاوری، همسر او که در بسیاری از پروژه‌های سینمایی‌اش حضور داشته است، ورود آبتین به جهان سینما را به‌دلیل علاقه‌اش به محمدرضا یزدان‌پناه، رئیس سازمان منطقه آزاد کیش و نیز دوستی‌اش با فرشید ابراهیمی، طراح و فیلم‌بردار، می‌داند. او با فیلم کوتاهی به نام کسوف در سال ۱۳۸۵ فعالیت در زمینه سینمای مستند را آغاز کرد؛ سپس در بهمن همان سال، فیلم کوتاه پرهزینه و داستانی‌ای به‌نام میکا را منتشر کرد که بازیگرانی همچون حامد کمیلی و لیلا زارع (که البته در آن زمان، چندان شناخته‌شده نبودند) در آن نقش ایفا کردند. آبتین سومین اثر سینمایی خود را در خرداد سال ۱۳۸۶ با نام تُنگ شنی ساخت که به ساختار جزیرهٔ کیش و چگونگی شکل‌گیری آن می‌پردازد. او در همان سال، ساخت فیلم مستند خود دربارهٔ زندگی منصور بنی‌مجیدی، شاعر آستارایی، با نام رخنه در خواب را آغاز کرد. نام این فیلم، برگرفته از نام یکی از مجموعه‌اشعار بنی‌مجیدی است که (پس از مرگ او مجوز نگرفت و هرگز چاپ نشد) به زندگی خصوصی، سوابق شعری و اجتماعی، آثار و همچنین زمان بستری بودن او در بیمارستان (به‌علت ابتلا به سرطان) می‌پردازد. آبتین در شهریور ۱۳۸۷، فیلم بعدی خود به‌نام رؤیای نزدیک را ساخت که به چگونگی شکل‌گیری جزیره کیش می‌پردازد.

#### مستندهای داستانی

پوستر فیلم پارک مارک

آبتین فیلم مستند نیمه‌بلند پارک مارک را در سال‌های ۱۳۸۸–۱۳۸۷ کارگردانی کرد. این فیلم دربارهٔ یک معتاد به کراک است که از صندوق‌های صدقات سرقت می‌کند. این فیلم در چهاردهمین جشن سینمای ایران برای بهترین فیلم‌برداری، صدا، کارگردانی و تدوین، نامزد جایزه شد و توانست دیپلم افتخار بهترین صدابرداری را دریافت کند؛ این فیلم در جشنواره‌های خارجی‌ای همچون: تسالونیکی یونان و بازار بین‌المللی جشنواره کن نیز حضور داشت که از دیدگاه احمد زاهدی لنگرودی، منتقد، جایگاه او را به‌عنوان یک مستندساز حرفه‌ای تثبیت کرد.
آبتین در سال ۱۳۸۹ مستندی ۴۲ دقیقه‌ای به‌نام مُری زن می‌خواد ساخت که به جشنواره‌های گوتنبرگ سوئد، روتردام هلند و بوستون راه یافت. این فیلم به مشکلات جنسی و مسئلهٔ ازدواج یک سرایدار میان‌سال به‌نام مرتضی محمودزاده می‌پردازد و کارگردان، بخش‌هایی از آن را به‌علت خاص بودن محتوا و فضای سنتی اصفهان-که باعث عدم همکاری مردم می‌شد-با کمک ۴۰ بازیگر بازسازی کرد؛ هرچند بازیگرانِ نقش اصلی و نقش‌های کلیدی، افراد حقیقی بودند.

#### پرتره‌ها
بکتاش در سال ۱۳۹۰، ساختن فیلمی به‌نام آنسور با محوریت زندگی علیشاه مولوی را آغاز کرد؛ فیلمی با راوی ناشنوا که از دیدگاه آبتین، جنبه‌ای نمادین نیز دارد. آنسور به موضوع سانسور در ادبیات می‌پردازد که در واقع، همان واژهٔ سانسور است که حرف نخستش حذف شده است. فیلم در چند جشنوارهٔ فیلم مستند و یک دانشگاه در آمریکا به نمایش درآمد؛ اما آبتین از نتیجه کار، ناراضی بود و در سال ۱۳۹۶ آن را با نام کاملاً خصوصی برای آگاهی عموم بازسازی کرد.
او در سال ۱۳۹۱ چهار فیلم «۱۳ اکتبر ۱۹۳۷» (زندگی لوریس چکناواریان)، «شرح بی‌نهایت» (زندگی فرهاد فخرالدینی)، «مشق شب» (زندگی فخری ملک‌پور) و «همایون خرم» را ساخت، اما هیچ‌یک از فیلم‌ها جز «۱۳ اکتبر ۱۹۳۷» به نمایش عمومی درنیامدند. بکتاش نتوانست فیلم «شرح بی‌نهایت» را به علت عدم تأمین منابع مالی آنگونه که می‌خواست کامل کند، اما این فیلم که درون‌مایهٔ اصلی‌اش بر موسیقی کارهای فخرالدینی استوار است، خاطرات او و همسرش، حضورش در میان شاگردانش و بسیاری نکات مهم زندگی این هنرمند را دربرمی‌گیرد. «مشق شب» و «همایون خرم» نیز با توجه به محدودیت‌های تحمیلی آنگونه که کارگردان می‌خواست ساخته نشدند، هرچند با چرخیدن بر تم موسیقی و شخصیت، بازگوکننده خاطرات روزگار طلایی موسیقی ایران هستند. بکتاش سپس فیلم ۱۳ اکتبر ۱۹۳۷ را ساخت که در آن به زندگی سخت دوران کودکی لوریس چکناواریان پرداخته می‌شود. این فیلم اگرچه توانست جایزهٔ بهترین فیلم بلند پرتره را در «ششمین جشنواره سینما حقیقت» کسب کند، اما هرگز مجوز اکران عمومی پیدا نکرد و درنهایت توسط سایت «هاشور» به‌صورت اینترنتی نمایش داده شد.
آبتین در سال ۱۳۹۴ بلندترین مستند خود با نام «نادر» را ساخت که مستندی در مورد زندگی «نادر صنعانی»، معروف به پدر سنگ ایران، است. این فیلم که به تحقیقات صنعانی پیرامون سنگ‌های ایرانی می‌پردازد ازلحاظ ساختاری به آثار شخصی آبتین شباهت دارد. او در سال ۱۳۹۷ ساخت فیلمی به نام «رنگ پاشیدن بر هیچ» را آغاز می‌کند که به زندگی شاعر اصفهانی «حسن صفدری» می‌پردازد. این فیلم نیمه‌تمام می‌ماند و به مرحله تدوین نمی‌رسد. درونمایهٔ این مستند، تفاوت ظاهر پرهیاهوی صفدری در تضاد با تنهایی عمیق درون او است. در آن سال‌ها ممنوع‌الفعالیت بودن آبتین او را به سمت ساخت مستندهای صنعتی و تبلیغاتی (نظیر تبلیغ شرکت هواپیمایی قشم) می‌برد.
وی همچنین طی سال‌های ۱۳۹۸ تا ۱۴۰۰، سه مستند پرتره از اعضای کانون نویسندگان یعنی فریبرز رئیس‌دانا، ناصر زرافشان و علی‌اکبر معصوم‌بیگی ساخت که دو فیلم آخر، پس از مرگ او به نمایش درآمدند. از ویژگی‌های مشترک این سه فیلم، می‌توان به اهمیت تاریخی آن‌ها و همچنین ساخته شدن با کمترین عوامل و امکانات اشاره کرد.
آخرین ساختهٔ وی، سلف‌پرتره‌ای با نام «موریانه‌ای با دندان‌های شیری» بود که شاید شخصی‌ترین اثر آبتین باشد. فیلمی که فاصلهٔ کوتاه قرنطینهٔ کرونا در جزیرهٔ کیش (به دور از همسرش) تا زندانی شدن او را دربرمی‌گیرد. این فیلم توانست درحالی‌که حدوداً ۱۰ ماه از زندانی شدن آبتین می‌گذشت، در دوازدهمین جشن مستقل سینمای مستند ایران دیپلم افتخار بهترین کارگردانی فیلم مستند نیمه‌بلند را کسب کند.
آبتین ساخت فیلم مستند تو مصطفایی (گل یا پوچ) و مستندی پیرامون کانون نویسندگان ایران را آغاز کرده بود که با زندانی شدن و مرگ او نیمه‌تمام ماند.

#### نقدها و نظرات
مریم یاوری، سبک مستندسازی آبتین را ترکیبی بین شعر و تئاتر می‌داند و محبوبه موسوی، داستان‌نویس، اعتقاد دارد که «نگاه حسی بکتاش به جهان بر نمای واقع‌گرایانه مستندهایش رنگ می‌پاشید.» داریوش معمار، روزنامه‌نگار، نیز اعتقاد دارد که «فیلم‌های بکتاش آبتین وابسته به همان شرایط روحی و حس‌آمیزی در درک تصاویر و زمان و جریان زندگی بودند که در شعرهایش وجود داشت»؛ اما شاهین کربلایی طاهر، کارگردان و منتقد سینما، با دیدگاهی متفاوت، بیان می‌کند که «اولین موضوع جالب توجه در فیلم‌های بکتاش، ناهمگونیِ چیدمان تصویری (صداییِ) آثار اوست با آنچه سینمای شاعرانه می‌دانیم. در هیچ‌یک از آثار او با تصاویر آبستره، حرکات یا نماهای عجیب و غریب دوربین، صداهای نامأنوس و در یک‌کلام «قرتی‌بازی» روبه‌رو نمی‌شویم.» محمد رسول‌اف، کارگردان سینما، آثار آبتین را دارای فراز و نشیب دانسته؛ اما تجربه‌گرایی و جسارت او را مهم‌ترین عنصر این آثار برمی‌شمرد.
منتقدان گوناگونی، صدابرداری پارک مارک را-که برنده دیپلم افتخار صدابرداری جشن سینما شد-ستوده‌اند. احمد زاهدی لنگرودی، مستندساز و روزنامه‌نگار، اعتقاد دارد که تصویر و صدابرداری خیابانی فیلم-که بسیاری از لحظاتش در شب می‌گذرد-از نمونه‌های فنی موفق تاریخ سینمای مستند ایران است. یزدان سلحشور، منتقد، در این‌باره می‌گوید: «صدا شخصیت اصلی فیلم است و حضور یک حرفه‌ای تمام‌عیار در حوزه صدابرداری، جان‌مایه اثر را زیر پوشش گارانتی خود دارد. کاربرد صدا در فیلم نیز دارای همان اهمیتی است که در آثار موج نو و نسخهٔ آمریکایی این موج یعنی سینمای جارموش شاهد بوده‌ایم.»
منتقدانی همچون: محبوبه موسوی و مهرداد خامنه‌ای فیلم‌های پرترهٔ کانون نویسندگان را به موفقیت آثار گذشتهٔ کارگردان نمی‌دانند و آن را «یک بیانیهٔ طولانی سیاسی»، «گزارش و مونولوگی گاه طولانی» و «رپرتاژ تلویزیونی» نامیده‌اند؛ هرچند محمد رسول‌اف، این آثار را تجربه‌های تازه، و احمد زاهدی لنگرودی نیز آن‌ها را نویددهندهٔ استعدادی درخشان در عرصهٔ سینمای مستند می‌نامد. علی‌اکبر معصوم‌بیگی نیز با بیان مشکلات کارگردان در زمان ساخت این فیلم‌ها، حکم قطعی زندان او و همچنین تنگناهای مالی، این آثار را قابل دفاع می‌داند و با آثار متأخر ژان لوک گدار مقایسه می‌کند.

### فعالیت‌های دیگر
آبتین در زمینه طنز و هجو نیز فعال بود و دفتری از هجویات داشت که تا به امروز منتشر نشده است.
او مدتی با منطقه آزاد کیش همکاری و در آنجا جلسات ادبی برگزار می‌کرد. وی به‌عنوان دبیر انجمن شاعران کیش، در ابتدای دهه ۸۰، جلسه‌های شعر و داستان این جزیره را با حضور شاعران و نویسندگان مطرح برگزار کرد و بعدها نیز محفلی به نام «پاتوق شعر و داستان کیش» ایجاد کرد.
بکتاش همچنین با همراهی علیشاه مولوی و تعدادی از شاعران، «جریان شاعران سراسر ایران» را ایجاد کرد. این جریان ابتدا در سال‌های ابتداییِ پس از انقلاب و در زمانی که علیشاه مولوی سردبیر نشریه نافه بود ایجاد شد و هدف آن، حمایت از شاعران شهرستانی در مقابل دیگر نشریاتی بود که تنها به شاعران مرکزنشین توجه می‌کردند. بعدها این جریان به «تشکل شاعران مستقل ایران» تغییر نام داد و با هماهنگی ۱۸ هیئت تحریریه در سرتاسر ایران با مجلاتی نظیر «دال» به فعالیت خود ادامه داد.
او در سال‌های زندان به تشکیل «کمیسیون فرهنگی زندان» دست زد؛ بیش از ۷۰۰ کتاب به کتابخانه این زندان اضافه کرد و جلساتی را برای آموزش خطاطی، شعر، داستان و زبان‌های خارجی ایجاد کرد.

## فعالیت‌های اجتماعی و سیاسی

### در جنبش سبز

بکتاش آبتین در اعتراضات سال ۱۳۸۸

بکتاش آبتین در سال ۱۳۸۸ در اعتراضات خیابانی جنبش سبز، به‌دست مأموران امنیتی مورد ضرب‌وشتم قرار گرفت و به علت شدت جراحات، در بیمارستان و سپس در خانه چند ماه بستری شد. بنا به گزارشی که کانون نویسندگان ایران منتشر کرده است، ضربه‌ای که به سر او وارد شد، باعث به کما رفتن او شد.
آبتین دراین‌باره گفته بود: «مأموران امنیتی در یکی از آن تظاهرات به من با چاقو حمله کردند و جمجمه‌ام شکست و بلافاصله به بیمارستان فیروزگر منتقل شدم و پس از آن هم حدود یک‌سال در خانه بستری بودم. آن روز، من مثل بقیه شهروندان در خیابان بودم و برای گرفتن عکس یا فیلم نرفته بودم.»

### عضویت در کانون نویسندگان
بکتاش از سال ۱۳۸۷ برای عضویت در کانون نویسندگان ایران اقدام کرده بود و در سال ۱۳۸۹ به‌طور رسمی به عضویت آن درآمد.
آبتین همواره عضویت در کانون نویسندگان را نقطه‌عطف زندگی خود می‌دانست و زندگی‌اش را به دوره‌های پیش و پس از آشنایی و همکاری با کانون نویسندگان ایران تقسیم کرده بود. او در این‌باره گفته بود: «واقعاً کانون نویسندگان ایران به من هویت داد. به من آموخت که آزادی چیه، آزادی‌خواهی چیه…، ما برای چی دور هم جمع می‌شویم…، از چه چیزی حرف می‌زنیم…، چه چیزی می‌خواهیم…»
در سال ۱۳۹۱، بعد از به زندان افتادن منشی آن زمان کانون یعنی منیژه نجم عراقی، بکتاش آبتین از سوی هیئت دبیران کانون به جای او انتخاب شد. او همچنین در شهریور ۱۳۹۳ در انتخابات مجمع عمومی کانون به عضویت هیئت دبیران آن درآمد؛ در انتخابات شهریور ۱۳۹۴ با بیشترین آرای انتخاباتی به فعالیت خود ادامه داد و در ۱۸ بهمن ۱۳۹۶ به‌عنوان «بازرس کانون» انتخاب شد. او در سال‌های عضویت خود در کانون، بسیاری از بیانیه‌ها و همچنین کتاب‌های کانون نویسندگان، از جمله، کتاب «پنجاه سال کانون نویسندگان ایران» را منتشر کرد که بعدها به دلیل انتشار آن‌ها به زندان افتاد.
فعالیت بکتاش آبتین در کانون نویسندگان برای او پیامدهای حقوقی داشت. او در اردیبهشت ۱۳۹۴ به کمپین بین‌المللی حقوق بشر در ایران اطلاع داد که «در سه روز متوالی از تاریخ ششم تا هشتم اردیبهشت ماه برای فیلم‌ها، عضویتش در کانون نویسندگان و شرکت در اعتراضات خیابانی سال ۸۸» بازجویی شده است. مأموران وزارت اطلاعات منزل او را تفتیش کردند و آثارش ممنوع اعلام شد. این پرونده به مدت سه سال در دادسرای فرهنگ و رسانه باز بود تا اینکه در آبان ۱۳۹۷ او با کیوان باژن و رضا خندان مهابادی به شعبه ۷ دادسرای اوین احضار شده و اتهام تبلیغ علیه نظام به او تفهیم شد. سه ماه بعد پس از احضار مجدد، سه اتهام «تبلیغ علیه نظام»، «اجتماع و تبانی به قصد اقدام علیه امنیت ملی» و «تشویق بانوان کشور به فساد و فحشا» به او تفهیم شد.

## محکومیت

### پیش‌زمینه
در ۱۲ آذر ۱۳۹۵ در هجدهمین مراسم یادبود جانباختگان قتل‌های زنجیره‌ای، بکتاش آبتین و تعداد زیادی از مردم، هنرمندان و فعالان سیاسی در کنار آرامگاه محمد مختاری و محمدجعفر پوینده در امام‌زاده طاهر کرج حاضر شدند. به گفتهٔ رضا خندان مهابادی، نیروهای امنیتی، صبح همان روز با چند تن از اعضای کانون نویسندگان، تماس گرفته و به آن‌ها گفته بودند که نباید این برنامه برگزار شود؛ این مراسم با مداخلهٔ نیروهای انتظامی و لباس‌شخصی به خشونت کشیده شد و جمعی از حاضران، از جمله، بکتاش آبتین و مزدک زرافشان (فرزند ناصر زرافشان) مورد ضرب‌وشتم قرار گرفته و بازداشت شدند.
دو روز پس از آن، بکتاش با قرار کفالت آزاد شد؛ اما پرونده‌ای با اتهام «تجمع غیرقانونی» و «ضرب و شتم نیروی انتظامی» از طرف دادگاه انقلاب کرج علیه او تشکیل شد. در ۲۷ دیِ همان سال، وی دوباره احضار و اتهام تبلیغ علیه نظام به او تفهیم شد. مصداق این اتهام جدید، انتشار عکس صورت مجروح مزدک زرافشان پس از ضرب و جرح به‌دست مأموران امنیتی توسط بکتاش در صفحهٔ اینستاگرامش بود. او با سپردن وثیقه، موقتاً آزاد شد تا سرانجام در خرداد ۱۳۹۶، حکم این پرونده از سوی دادگاه انقلاب کرج به وی ابلاغ شد.
او توسط شعبه ۲ دادگاه انقلاب کرج، به سه ماه کار اجباری خدماتی در بهزیستی (بدل از یک سال حبس تعزیری) و جریمه نقدی محکوم شد. بکتاش این حکم را نپذیرفت و گفت «من این حکم را قبول ندارم. اصولاً محاکمه هیچ‌کس را به دلیل ابراز نظر و عقیده‌اش قبول ندارم؛ برای همین هم عضو کانون نویسندگان شده‌ام. مدافع آزادی بیان، بی‌هیچ حصر و استثنا هستم و این فشارها در عزم من برای مبارزه با سانسور، خللی وارد نمی‌کند. من به حکم صادر شده اعتراض می‌کنم.» کانون نویسندگان نیز با انتشار بیانیه‌ای در ۳۰ خرداد ۱۳۹۷، حکم کار اجباری برای یک هنرمند را محکوم کرد، آن را «از نوآوری‌های دستگاه قضایی برای متهمان سیاسی» دانست که «در آن، ذره‌ای عدالت وجود ندارد» و خواستار لغو این حکم شد. درنهایت در شهریور ماه ۹۷، دادگاه تجدیدنظر حکم وی را به پرداخت پنج میلیون تومان جریمه نقدی تقلیل داد.

### احضار
به گزارش دویچه‌وله فارسی، در اردیبهشت ۱۳۹۴ مأموران وزارت اطلاعات ضمن بازداشت او در خانه‌اش، بیش از دو هزار قلم فیلم، عکس‌های خانوادگی، موبایل، لپ‌تاپ و اسناد کانون نویسندگان ایران را با خود بردند. رضا خندان مهابادی و کیوان باژن نیز یک هفته بعد از آن احضار شدند. با آنکه این پرونده در شعبهٔ ۱۲ دادسرای فرهنگ و رسانه باز شده بود، پس از گذشت سه سال، در ۹ مرداد سال ۱۳۹۷ این سه نویسنده به شعبه ۷ دادسرای اوین احضار شده و به‌دلیل جمع‌آوری و انتشار کتاب چهار جلدی «پنجاه سال کانون نویسندگان ایران» - که اثری پژوهشی بود - با عنوان «تبلیغ علیه نظام» تفهیم اتهام شدند و قاضی قرار کفالت را به وثیقه تبدیل کرد.
آن‌ها یک بار دیگر در ۱۲ آبانِ همان سال، با شکایت وزارت اطلاعات و در زمان وزارت محمود علوی، به شعبه ۷ دادسرای اوین احضار شدند و دو عنوان اتهامی جدید «اجتماع و تبانی به قصد اقدام علیه امنیت ملی» و «تشویق بانوان کشور به فساد و فحشا» به پروندهٔ آن‌ها اضافه شد. همچنین میزان وثیقهٔ آن‌ها دوبَرابر افزایش یافت. بکتاش آبتین پس از برگزاری دادگاه، در مصاحبه با رادیو فردا دربارهٔ علت اتهام «تشویق بانوان کشور به فساد و فحشا» گفت که برای این اتهام، دلیلی ارائه نشد؛ اما احتمالاً «پایهٔ آن باید بیانیه‌های کانون نویسندگان ایران در دفاع از حرکت دختران خیابان انقلاب و روز جهانی زن باشد». کانون نویسندگان ایران با انتشار بیانیه‌ای این اتهام‌ها را پرونده‌سازی نامید و خواستار مختومه شدن این پرونده و دیگر پرونده‌های مشابه شد. همچنین حدود ۷۰۰ نفر از هنرمندان و فعالان اجتماعی در بیانیه‌ای گروهی، انتساب «تشویق بانوان کشور به فساد و فحشا» به این هنرمندان را از آن دست اتهام‌های جدیدی دانستند که سابقه‌اش را تنها در نظام دادرسی دیوان بلخ می‌توان سراغ گرفت.

### محاکمه
بکتاش آبتین به‌همراه کیوان باژن و رضا خندان مهابادی در ۲ بهمن ۱۳۹۷ به شعبه ۲۸ دادگاه انقلاب احضار شد. قاضی مقیسه با رد کردن وکلای متهمان، ناصر زرافشان و راضیه زیدی، گفت که «متهمان خود می‌توانند از خودشان دفاع کنند» و حق آن‌ها برای برخورداری از وکیل را نقض کرده و مبلغ وثیقه را به ده‌برابر افزایش داد.
در روز محاکمه، ۷ اردیبهشت ۱۳۹۸، جمعی از اعضای کانون به نشانه اعتراض در مقابل دادگاه انقلاب تجمع کردند. در این جلسه، اتهام‌هایی همچون: «اجتماع و تبانی به قصد اقدام علیه امنیت ملی» و «تبلیغ علیه نظام» مطرح شد که مصادیق آن را کتاب‌های کانون نویسندگان، از جمله، کتاب «پنجاه سال کانون نویسندگان ایران»، بیانیه‌های کانون نویسندگان و نیز یادداشت‌ها و مطالب منتشر شده در صفحات شخصی بکتاش دانسته بودند.

### رای دادگاه
شعبه ۲۸ دادگاه انقلاب درنهایت، در ۲۵ اردیبهشت ۱۳۹۸ حکم خود را مبنی بر شش سال زندان تعزیری برای بکتاش آبتین صادر کرد که یک سال آن، به‌دلیل اتهام «تبلیغ علیه نظام» و شش سال آن نیز به‌خاطر اتهام «اجتماع و تبانی به قصد اقدام علیه امنیت کشور» بود. پس از صدور این حکم، بسیاری از فعالیت‌های ادبی بکتاش، تحت فشار نهادهای امنیتی محدود شد به‌طوری‌که حتی جلسه «حبسیه‌سرایی در شعر کهن و مدرن» در خرداد ۱۳۹۸ - که قرار بود بکتاش آبتین در آن شعرخوانی کند - با تماس تلفنی مسئول یک نهاد امنیتی لغو شد.
در ۵ مرداد ۱۳۹۸ کانون نویسندگان اعلام کرد که پروندهٔ بکتاش آبتین و دو عضو دیگر کانون به شعبه ۳۶ دادگاه تجدیدنظر فرستاده شده است. سرانجام در ۷ دی ۱۳۹۸، شعبه ۳۶ دادگاه تجدیدنظر به ریاست قاضی زرگر، حکم ۶ سال زندان بکتاش آبتین را عیناً تأیید کرد. این دادگاه بدون دعوت از بکتاش و وکلای او برگزار شد.
در روز ۲۰ اسفند ۱۳۹۸، شعبهٔ یک اجرای احکام دادسرای شهید مقدس، بکتاش را برای تحمل دوران محکومیت خود فراخواند؛ اما به‌دلیل هم‌زمانی با بحران شیوع کرونا در ایران، اجرای این حکم به تعویق افتاد تا سرانجام در روز ۵ مهر ۱۳۹۹، بکتاش آبتین به‌همراه رضا خندان مهابادی و کیوان باژن پس از مراجعه به دادسرای شهید مقدس به زندان اوین منتقل شدند. تعدادی از شاعران، نویسندگان و دوستداران آن‌ها از صبح همان روز در اعتراض به اجرای حکم این سه نویسنده، در مقابل زندان اوین جمع شدند و تا لحظه بدرقه آن‌ها در آن‌جا حضور داشتند.

### واکنش‌ها
انجمن جهانی قلم (پِن) در ۱۴ اردیبهشت ۱۳۹۸ در بیانیه‌ای محاکمهٔ بکتاش آبتین و دو نویسنده دیگر را محکوم و اعلام کرد. کانون نویسندگان نیز در ابتدا در واکنش به حکم دادگاه بدوی، در بیانیه‌ای «دلایل» و «مستندات» حکم را نامربوط دانست؛ سپس با انتشار بیانیه‌ای در ۱۰ دی ۱۳۹۸ به حکم دادگاه تجدیدنظر اعتراض کرد و «از تمام نهادهای فرهنگی و انسان‌های آزادی‌خواه و مدافعان آزادی بیان خواست که نسبت به این احکام ظالمانه اعتراض کنند و خواهان لغو آن گردند.»
۵۴ نفر از نویسندگان و هنرمندان مطرح، از جمله: بابک احمدی، علی باباچاهی، اسفندیار منفردزاده، جعفر پناهی و بهرام بیضایی، ضمن محکوم کردن این احکام، آن را «نشانی دیگر از افزایش تهدید و فشار بر اهل قلم» دانستند. همچنین بیش از ۹۰۰ نویسنده، مترجم و شاعر هم نامه‌ای سرگشاده به مقامات اجرایی و قضایی کشور نوشتند و این احکام را «ناروا و آزادی‌کُش» و «لطمه‌ای گران به حقوق اساسی فرد فرد ملّت ایران» خواندند و خواستند که فوراً و بدون قید و شرط از این سه نفر رفع اتهام شود.
در ۲۸ مرداد ۱۳۹۸، یسپر بنگتسون، رئیس انجمن قلم سوئد، یک روز قبل از سفر محمدجواد ظریف (وزیر امور خارجهٔ ایران) به سوئد، در نامه‌ای سرگشاده به وزیر امور خارجهٔ سوئد، در دستور کار قرار گرفتن «وضعیت وخیم و بحرانی حقوق بشر در ایران» و وضعیت «بکتاش آبتین» و چهار زندانی دیگر به نام‌های نسرین ستوده، نرگس محمدی، رضا خندان مهابادی و کیوان باژن را درخواست کرد. در ۱۲ مهر ۱۳۹۸ نیز یک «عصر شعر» تقدیم به بکتاش آبتین برگزار شد که در آن افرادی همچون: حافظ موسوی، عنایت سمیعی و فریبرز رئیس‌دانا سخنرانی کرده و تعدادی از شاعران جوان به یاد بکتاش شعرخوانی کردند.
یک روز پس از زندانی شدن آبتین و دو نویسنده دیگر، کانون نویسندگان طی بیانیه‌ای خواستار آزادی بی قید و شرط این سه نفر شد. در ۲۱ مهر ۱۳۹۹ انجمن قلم استرالیا با انتشار بیانیه‌ای خواستار آزادی بی‌درنگ آبتین و دو نویسنده زندانی دیگر و همچنین اقدام فوری در جهت نگارش نامه‌ای به سفیر ایران در استرالیا شد.
در ۵ آبان ۱۳۹۹ تعدادی از استادان دانشگاه و نویسندگان نظیر یرواند آبراهامیان، داریوش آشوری، بابک احمدی، منیرو روانی‌پور، فرج سرکوهی، مراد فرهادپور و آذر نفیسی نامه‌ای خطاب به انجمن جهانی قلم و سازمان‌های مدافع حقوق بشر امضا کردند و از این نهادها خواستند که با تمامی امکانات خود برای آزادی فوری بکتاش و سه زندانی سیاسی دیگر اقدام کنند.
در ۱۱ آبان ۱۳۹۹ انجمن جهانی قلم با ارائه چند راهکار از ۱۵۰ شعبه خود در ۱۰۰ کشور خواست که برای لغو حکم‌های زندان بکتاش آبتین و دو نویسنده دیگر زندانی اقدام کنند این انجمن درخواست کرد که شعباتش در کشورهای مختلف نامه‌هایی را خطاب به حسن روحانی، رئیس‌جمهور وقت ایران، و ابراهیم رئیسی، رئیس قوه قضائیه در آن زمان، ارسال کنند و خواستار آزادی فوری و بی قید و شرط این سه هنرمند شوند.
در ۲۲ آذر ۱۳۹۹ بیش از ۱۳۰۰ نفر از هنرمندان، شاعران و نویسندگان ایرانی همچون: جعفر پناهی، علی باباچاهی، احمد پوری و نیلوفر بیضایی با انتشار بیانیه‌ای به حکم زندان بکتاش آبتین و دو نویسنده دیگر اعتراض کردند.
در ۶ مهر ۱۴۰۰ انجمن قلم آمریکا فراخوانی با امضای ۶۰ نویسنده، روزنامه‌نگار و هنرمند نظیر مریل استریپ، پل استر، اورهان پاموک، مارگارت اتوود، خالد حسینی، تام استاپارد و آریل دورفمان منتشر کرد که از حکومت ایران خواسته بودند بکتاش آبتین، کیوان باژن و رضا خندان مهابادی را - که به‌تازگی برنده جایزه «آزادی برای نوشتن» شده بودند - آزاد کند.

## دوران زندان
او در بند هشت زندان اوین - که به نام «تبعیدگاه اوین» شناخته می‌شود - با افرادی همچون: اسماعیل عبدی، امیرسالار داودی، نصرالله لشنی، کیوان صمیمی، بهنام محجوبی، مصطفی خسروی بابادی، رضا خندان مهابادی، کیوان باژن و در ماه‌های آخر نیز با آرش گنجی هم‌بند بود. بنا به نظر کانون نویسندگان ایران، بکتاش با کمک آن‌ها در پاییز ۱۳۹۹ چهار کمیسیون فرهنگی، پزشکی، پشتیبانی و ورزشی را ایجاد کرد که نتایج آن، تهیه صدها کتاب برای بند، افزایش زمان استفاده از کتابخانه، آموزش خطاطی، شعر، داستان، زبان و مواردی از این دست بود.
بکتاش در اواخر آذر ۱۳۹۹ از داخل زندان، پیام صوتی سه دقیقه‌ای فرستاد که در آن به مسائلی نظیر اعمال فشار از سوی مأموران امنیتی، مشکلات دسترسی به تلفن عمومی و عدم نظارت بر فروشگاه زندان اوین اشاره داشت و نیز گفت که از همبندانش برای مرخصی گرفتن یا آزادی مشروط، توبه‌نامه و تعهدنامه گرفته می‌شود.
او در اعتراض به تبعید اسماعیل عبدی، به‌همراه امیرسالار داودی از ۲۷ اسفند ۱۳۹۹ اعتصاب غذا کرد و سپس زندانیان دیگری به آن‌ها پیوستند. درنهایت، آن‌ها در پی درخواست اسماعیل عبدی در ۳ فروردین ۱۴۰۰ به اعتصاب غذایشان پایان دادند.
بکتاش روز سه‌شنبه ۸ تیر ۱۴۰۰، به بازپرسی شعبه ۴ دادسرای اوین احضار شد. این احضار در ارتباط با انتشار خبر ابتلای او به کرونا در زندان بود. او سرانجام در ۱۷ شهریور ۱۴۰۰ برای اولین بار به‌دلیل تشدید بیماری پدر به مرخصیِ ۵ روزه آمد و با آنکه پزشکان از وجود یک کیست در بیضه‌اش خبر داده بودند، فرصت نشد که درمانش را پیگیری کند.

### جایزه جهانی آزادی قلم
در ۲۵ شهریور ۱۴۰۰، انجمن قلم آمریکا اعلام کرد که جایزه «آزادی قلم» سال ۲۰۲۱ را به بکتاش آبتین، رضا خندان مهابادی و کیوان باژن اهدا خواهد کرد و آن‌ها را نویسندگانی نامید «که نه تنها برای ارائهٔ آثار و ایده‌های خود، بلکه برای زندگیِ بدون ترس و همراه با فداکاری بی‌حد و حصر در خدمت آزادی‌هایی بوده‌اند که پشتوانهٔ اندیشه آزاد، هنر، فرهنگ و خلاقیت هستند.» این جایزه در ۱۴ مهر ۱۴۰۰ رسماً اعطا شد و این سه نویسنده در پیامی که از زندان نوشته بودند، جایزه را به «تمام افراد سرکوب‌شدهٔ ایران و دیگر مناطق جهان» تقدیم کردند.

### بیماری

بکتاش آبتین با پابند در بیمارستان

بکتاش آبتین در مدتی که دوران حبس خود را در زندان اوین می‌گذارند، دو بار به ویروس کرونا مبتلا شد؛ اولین بار، خبرگزاری هرانا در ۱۵ فروردین ۱۴۰۰ ابتلای او به کرونا را تأیید کرد و گفت که هیچ امکانات و تمهیدات پیشگیرانه‌ای وجود نداشته و سالن هواخوری تمام سالن‌های بند ۸ زندان اوین مشترک است. درنهایت به‌جای مرخصی استعلاجی یا انتقال به بیمارستان، او را قبل از پایان دوره بیماری‌اش به بند برگرداندند.
در اواسط تیر ۱۴۰۰ بکتاش در ناحیه بیضه، احساس درد شدید کرد و به همین دلیل به بیمارستان طالقانی تهران منتقل شد؛ اما بدون تکمیل مراحل درمان به زندان بازگردانده شد. با شدت گرفتن بیماری و درد، او در ۲۷ تیر به بیمارستان شهدای تجریش منتقل شد. محمد رسول‌اف عکسی از آبتین را در ۲۸ تیر منتشر کرد که با پابند و زنجیر به تخت بیمارستان، بسته شده بود. او نوشت: «شاعر را با پابند زمخت فلزی به تخت بیمارستان بسته‌اند.» انتشار این تصویر و دست‌به‌دست‌شدنش در شبکه‌های اجتماعی، موجب واکنش‌های خشم‌آلود، اعتراضی و ناباورانه شد به طوری که حتی غلامحسین محسنی اژه‌ای، رئیس قوه قضاییه، نیز در پیامی اعتراضی، بدون اشاره مستقیم به انتشار عکس بکتاش با پابند، گفت: «وقتی متهمی جرم خشن مرتکب نشده نباید به او پابند زد، مگر داعشی و تروریست است که پابند می‌زنید؟!» پس از این اعتراضات گسترده، محمدمهدی حاج‌محمدی، رئیس سازمان زندان‌ها، از تنبیه عوامل خاطی اعزام بکتاش آبتین خبر داد و گفت که تحقیقات در این مورد ادامه دارد. آرمان کاظمی، برادر بکتاش، در مصاحبه‌ای پس از مرگ او، یادآور شد که با وجود این اعتراضات و وعده‌ها، در مرتبهٔ دوم اعزام به بیمارستان و روزهای قبل از مرگ بکتاش آبتین نیز مجدداً به او پابند زده بودند.
از ۶ آذر، بکتاش آبتین با علائمی مانند تب و لرز و بدن‌درد روبه‌رو شد. پس از یک هفته، پزشک کشیک با سربازجوی پرونده تماس گرفت؛ اما بازجو با انتقال او به بیمارستان مخالفت کرد. بکتاش تهدید کرد که اگر به بیمارستان منتقل نشود، خودش را دار خواهد زد. او بالاخره در ۱۵ آذر به بیمارستان طالقانی منتقل شد. پس از چند روز، خانوادهٔ او مطلع شدند؛ اما توضیح بیشتری دربارهٔ وضعیت سلامتی‌اش داده نشد. در روزهای بعد، کانون نویسندگان ایران از وخامت حال او خبر داد و اعلام کرد که درگیری ریه‌های وی افزایش یافته است. در روز ۲۲ آذر، خانواده و وکیل بکتاش موفق شدند با گرفتن مرخصی استعلاجی، او را از بیمارستان طالقانی به بیمارستان ساسان منتقل کنند و وی در بخش آی‌سی‌یو این بیمارستان بستری شد. کانون نویسندگان در ۱۱ بهمن در بیانیه‌ای اعلام کرد که حال بکتاش وخیم‌تر شده و پزشکان او را به کمای مصنوعی برده‌اند. این خبر با واکنش‌های زیادی در فضای مجازی روبه‌رو شد.
در واکنش به این وضعیت، ۱۹ نفر از زندانیان سیاسی اوین در ۱۳ دی ۱۴۰۰، بیانیه‌ای منتشر کردند و «قوه قضاییه و سازمان زندان‌ها» را مسئول وضعیت سلامت بکتاش دانستند. همچنین کانون نویسندگان ایران در ۱۵ دی با صدور بیانیه‌ای از رویکرد دستگاه‌های قضایی و امنیتی انتقاد کرد و حکومت ایران را در حال تلاش برای قتل نویسندگان آزادی‌خواه دانست. در همین روز تعدادی از کاربران توییتر با هشتگ #بکتاش_آبتین به وضعیت ایجاد شده برای او اعتراض کردند. در ۱۷ دی، نامه‌ای سرگشاده به سید علی خامنه‌ای، رهبر ایران، منتشر شد؛ در این نامه، انجمن قلم آمریکا به‌همراه ۱۸ نهاد مدافع آزادی بیان و حقوق بشر، خواستار آزادی فوری و بدون قید و شرط بکتاش و دیگر زندانیان سیاسی شدند؛ آن‌ها همچنین از خامنه‌ای خواستند که به بکتاش آبتین اجازه دسترسی به «بهترین مراقبت‌های پزشکی ممکن» داده شود.

## درگذشت

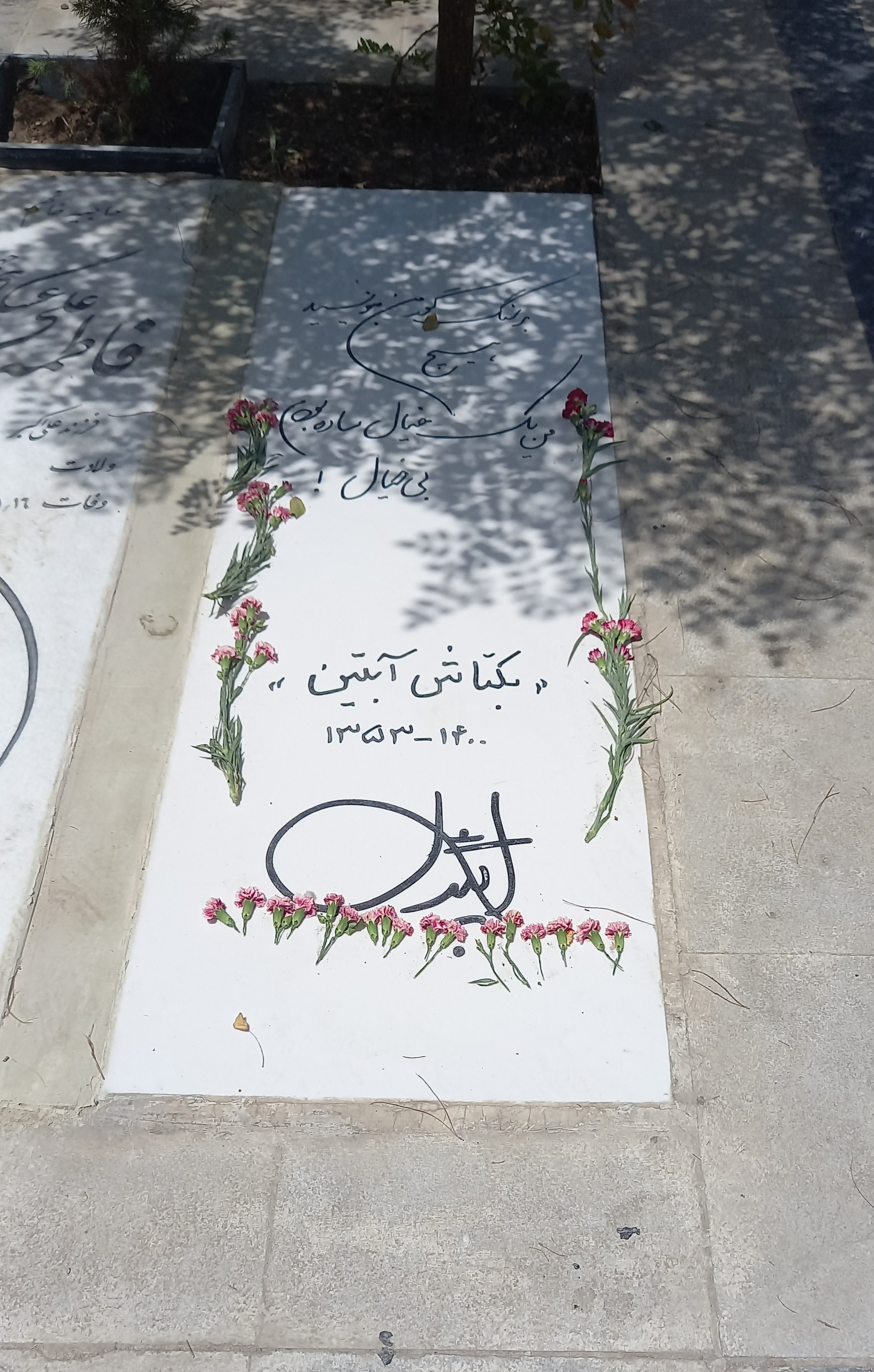
سنگ مزار بکتاش آبتین در امامزاده عبدالله شهر ری

در بعدازظهر ۱۸ دی ۱۴۰۰ بکتاش آبتین بر اثر شدت ابتلا به بیماری کرونا در بیمارستان ساسان تهران درگذشت. پس از انتشار خبر مرگ آبتین در رسانه‌ها، تعدادی از مردم و اهالی ادبیات به روشن‌کردن شمع و سوگواری در مقابل بیمارستان ساسان پرداختند که تجمع‌کنندگان با حملهٔ مأموران امنیتی متفرق شدند.
بسیاری از مردم، هنرمندان و مراکز حقوق بشری، همچون: سازمان گزارشگران بدون مرز و سازمان دیده‌بان حقوق بشر علت مرگ بکتاش آبتین را تعلل در درمان او در زندان و اعزام دیرهنگام وی به بیمارستان دانستند. تشکل‌های مختلف کارگری مانند سندیکای کارگران شرکت اتوبوسرانی تهران و حومه، کانون صنفی معلمان و اتحادیه آزاد کارگران ایران نیز بیانیه‌هایی منتشر کرده و مسئولان قضایی و سیاسی ایران را به قتل عامدانهٔ بکتاش آبتین متهم کردند. انجمن جهانی قلم، انجمن قلم آمریکا، انجمن جهانی قلم در کبک کانادا، وزارت فرهنگ آلمان، و وزارت خارجه آمریکا از دیگر مراکزی بودند که بیانیه‌های اعتراضی منتشر کردند. مرکز دفاع از حقوق بشر رائول ولنبرگ و انجمن قلم آمریکا نیز اعلام کردند که شکایت‌نامه‌ای را به سازمان ملل فرستاده‌اند و با اشاره به سرنوشت بکتاش آبتین، جمهوری اسلامی ایران را مسئول این وضعیت دانسته‌اند؛ زیرا از دیدگاه آن‌ها «به‌صورت سازمان‌یافته و مداوم، اعضای کانون نویسندگان ایران را در حبس قرار می‌دهد».
از سوی دیگر، اداره کل زندان‌های تهران با رد هرگونه اهمال در این پرونده، بیانیه‌ای منتشر کرد و پاسخ تست کرونای بکتاش آبتین را منفی اعلام کرده و علائم بیماری او را سینوزیت معرفی کرد. دادستانی تهران نیز در اطلاعیه‌ای اعلام کرد که «در مدت بستری آقای آبتین در هر دو بیمارستان، دادستانی تهران با اعزام پزشکان حاذق اداره کل پزشکی قانونی استان تهران بر بالین وی، نسبت به نظارت بر روند درمان او و تضمین هرچه بیشتر خدمات‌دهی به بیمار در بیمارستان‌های محل بستری اقدام کرده بوده است».
کانون نویسندگان در ساعات اولیهٔ پس از مرگ تلاش کرد تا جنازه بکتاش آبتین را از بیمارستان ساسان تحویل بگیرد؛ اما مقامات مانع این کار شدند. با اعلام خانوادهٔ بکتاش، خاکسپاری او قرار بود در روز دوشنبه ۲۰ دی انجام شود؛ ولی به‌طور ناگهانی اعلام شد که این مراسم در ساعت ۱۵ روز یکشنبه ۱۹ دی در امامزاده عبدالله شهر ری برگزار خواهد شد. بسیاری از هنرمندان و نویسندگان، از جمله، جعفر پناهی در این مراسم حضور داشتند و برخی از حاضران در این مراسم، شعارهایی مانند «درود بر آبتین، مرگ بر ظالمین»، «مرگ بر حکومت آدمکش» و «مرگ بر دیکتاتور» دادند. همچنین در روزها و هفته‌های بعد، تعدادی از فعالان سیاسی و هنرمندان ساکن اروپا در شهرهایی همچون: بروکسل بلژیک، هامبورگ و کلن آلمان، ونکوور کانادا، پاریس، و لوس آنجلس تجمع کردند و ضمن اعتراض به حکومت ایران، یاد بکتاش آبتین را گرامی داشتند.
در ۲۰ دی ۱۴۰۰، زندانیان بند هشت زندان اوین، در سالن اجتماعات این زندان، مراسمی یک‌ساعته برای بزرگداشت بکتاش آبتین برگزار کردند. همچنین تعدادی از هم‌بندانش به‌علت «تأخیر در درمان» او، در زمان هواخوری تحصن کردند و خواستار پاسخگویی عوامل دادستانی و قضایی شدند؛ شش نفر از این زندانیان در اعتراض به «قصور آشکار مقامات در مرگ بکتاش آبتین»، به‌طور کامل اعتصاب غذا کردند.
یک هفته پیش از مراسم چهلم، بعضی از اعضای خانوادهٔ آبتین به پلیس امنیت احضار شدند و از آن‌ها خواسته شد که مراسم چهلم را لغو یا دست‌کم محدود کنند که البته با مخالفت آنان روبه‌رو شد. در ۲۵ بهمن ۱۴۰۰ کانون نویسندگان ایران بیانیه خانواده بکتاش آبتین را منتشر کرد که در آن اعلام شده بود که مراسم چهلم، «روز پنج‌شنبه ۲۸ بهمن ماه، ساعت ۳ بعدازظهر بر مزار بکتاش واقع در امامزاده عبدالله شهرری برگزار می‌شود.» مراسم با حضور خانواده بکتاش، هنرمندان و جمعی از مردم آغاز شد و در ادامه، شعارهایی نظیر «درود بر آبتین و مرگ بر ظالمین» داده شد. نیروهای امنیتی با دستگیری ۷ نفر و برخورد فیزیکی با عزاداران، مانع ادامه برگزاری مراسم شدند و این مراسم، نیمه‌تمام ماند.

## میراث

### مجموعه‌های شعر
- و پای من که قلم شد نوشت برگردیم (۱۳۷۸)[۲۲۶]
- مژه‌ها چشم‌هایم را بخیه کرده‌اند (۱۳۸۱)[۲۲۷]
- شناسنامهٔ خلوت (۱۳۸۴)[۲۲۸]
- پتک (۱۳۹۰)[۲۲۹]
- در میمون خودم پدربزرگم (۱۳۹۲)[۲۳۰]
- تنهایی دسته‌جمعی (۱۴۰۱، آخرین اثر، انتشار پس از مرگ)[۲۳۱]

### فیلم‌ها
- کسوف[۲۳۲]
- میکا[۲۳۳]
- تُنگ شنی[۳۷]
- رخنه در خواب[۹]
- رؤیای نزدیک[۳۷]
- پارک مارک[۲۳۴]
- مُری زن می‌خواد[۴۹]
- آنسور یا کاملاً خصوصی برای آگاهی عموم (زندگی علی‌شاه مولوی)[۵۰]
- ۱۳ اکتبر ۱۹۳۷ (زندگی لوریس چکناواریان)[۲۳۵]
- همایون خرّم (زندگی همایون خرم)[۲۳۶]
- مشق شب (زندگی فخری ملک‌پور)[۳۷]
- شرح بی‌نهایت (زندگی فرهاد فخرالدینی)[۹]
- نادر (زندگی نادر صنعانی)[۳۷]
- رنگ پاشیدن بر هیچ (زندگی حسن صفدری)[۹]
- فریبرز رئیس دانا (زندگی فریبرز رئیس دانا)[۲۳۷]
- ناصر زرافشان (زندگی ناصر زرافشان)[۲۳۸]
- علی‌اکبر معصوم‌بیگی (زندگی علی‌اکبر معصوم‌بیگی)[۲۳۹]
- تو مصطفایی[۳۷]
- موریانه‌ای با دندان‌های شیری (سلف‌پرتره از زندگی خود هنرمند)[۵۹]

## جوایز و تقدیرها

### جوایز ادبی
- کتاب سال هفتمین دورهٔ جایزه خبرنگاران به کتاب پتک[۲۴۰]
- جایزهٔ انجمن قلم آمریکا[۲۴۱][۲۴۲]

### جوایز سینمایی
- دیپلم افتخار از دوازدهمین جشن مستقل سینمای مستند ایران به‌خاطر فیلم موریانه‌ای با دندان‌های شیری[۲۴۳]
- بهترین فیلم بلند پُرتِره از ششمین جشنواره سینما حقیقت به‌خاطر فیلم ۱۳ اکتبر ۱۹۳۷[۲۴۴]

## یادبود
هنرمندان بسیاری، همچون مانا نیستانی، بهزاد شیشه‌گران، محسن هادی، ستاره ضابطیان، هادی حیدری، زهرا رهنورد، امیرمحمد قاسمی‌زاده، لقمان پیرخضرائیان، آلاله امینی و گئورگ زیلی (هنرمند آلمانی) پُرتِره‌هایی از چهره آبتین، پس از مرگش پدیدآوردند. همچنین رضا اولیا با «شاعر ایستادگی و پایمردی» نامیدن بکتاش آبتین، از آغاز ساخت تندیس او خبر داد.
شاعران سرشناسی مانند کریم رجب‌زاده، سید علی صالحی، سهراب مختاری، اسماعیل وفا یغمایی و مهدی موسوی در رثای او شعر سرودند. همچنین در شماره نوزدهم مجله ادبی «وزن دنیا» - که پس از مرگ آبتین به‌چاپ رسید - پرونده‌ای ویژه به نام «پرتره» به اشعار او اختصاص یافته است.
محمد رسول‌اف، کارگردان ایرانی، در بهمن ۱۴۰۰، فیلمی مستند با نام جنایت عمدی را منتشر کرد که به مرگ بکتاش آبتین و علل آن می‌پردازد. در این فیلم که از سه شبکه صدای آمریکا، ایران اینترنشنال و رادیو فردا پخش شد، گفت‌وگوهایی با خانواده بکتاش، هم‌بندیان او در زندان و متخصصان حوزهٔ پزشکی و حقوق انجام گرفته است و نشان می‌دهد که مرگ بکتاش آبتین، یک قتل حکومتی و جنایت عمدی بوده است.